# قره‌قاسملو
قره‌قاسملو روستایی است که در استان اردبیل، شهرستان بیله‌سوار، بخش مرکزی، قرار دارد.مردم این روستا اکثراً به شغل کشاورزی و عده ای به شغل دامداری مشغول هستند.از نظر وسعت و موقعیت مهمترین و پر رونق ترین روستای شهرستان بیله سوار میباشد

</

## جمعیت
بر اساس سرشماری سال ۱۳۹۵ جمعیت این روستا ۱۵۲۹ نفر با ۴۲۷ خانوار بوده‌است.و در سال ۱۴۰۰ جمعیت این روستا در حدود ۱۸۳۷ نفر میباشد